# Shiggy Jr.
Shiggy Jr.（シギージュニア）は、日本のバンド。レーベルはビクターエンタテインメント。所属事務所はキューブ。
2012年結成、2015年メジャーデビュー。2019年解散。2024年再集結。

## メンバー
池田 智子（いけだ ともこ、1990年1月19日 - ）
ボーカル担当。富山県出身。青山学院大学文学部日本文学科卒。ニックネームは「いけもこ」であるが、同級生の原田はもちろんの事、下級生の森、諸石からも「池田」と呼び捨てされている。大の和食党で、大好物は冷やしトマト。好きなアニメは『カードキャプターさくら』で、特技は『おじゃる丸』の声マネである。『少年アシベ』のキャラクター・アザラシのゴマちゃんが好き。
原田 茂幸（はらだ しげゆき、1989年7月20日 - ）
ギター担当及びリーダー担当。ニックネームは「しげ」。青山学院大学卒。Shiggy Jr.のほとんどすべての楽曲を作成している。とてもシャイである。使用しているDAWはLogic。
森 夏彦（もり なつひこ、1990年7月15日 - ）
ベース担当。早稲田大学卒。ニックネームは「森さん」。上級生の池田も『森さん』と呼んでいる。自称・メンバー1のグルメ。自他ともに認めるNegiccoのファンであり、2015年1月のNegi Fesで対バンを果たす。2015年現在使用していたFenderのジャズベースは借り物であった。Shiggy Jr.加入前はthe rooms（2013年1月から無期限活動休止中）で活動していた。バンド解散後の2022年2月にTHE 2に加入。2024年2月の解散まで活動した。また、かつてMrs. GREEN APPLEのベースが欠員時にサポートベースをしており、フェーズ2からのサポートベースも担当している他、多数のバンドのサポート活動を展開している。
諸石 和馬（もろいし かずま、1990年5月22日 - ）
ドラム担当。早稲田大学理工学部卒。ニックネームは「諸石」。ボーカルの池田からは「諸ピー」と呼ばれている。自称・メンバー1の漫画オタク。機動戦士ガンダムのファン。大のラーメン好きで、ラーメンの自作もしている。Shiggy Jr. 加入前よりハードコアバンドINFECTION、プログレバンド金屬恵比須にも在籍している。CANOPUS, Wincentとエンドースメント契約を結んでいる。
なお、原田、森、諸石の3名は解散後の2020年1月から Weekend Brothers で活動中である。

## 来歴
2012年12月、大学の同級生であった池田と原田及び他の3人でバンド活動開始。もともと原田が作曲等とともにヴォーカルをしていたが、その過程の中で「女の子ヴォーカルの仮歌を入れたい」となり、当時の共通の知り合いであるすねありかが自身の所属するサークルのAoyama Music Societyから池田を推薦したところ、原田のフィーリングと合ったという。ちなみに原田とすねありかはバンドを組んでいた。
2013年11月13日にmona recordsから1枚目のEP「Shiggy Jr. is not a child.」を発売。
2014年2月22日、フィジー（Drums）、玄（Bass）、3月4日にすねありか（keyboards）がそれぞれ脱退。入れ替わるように森、諸石が加入し現体制になる。この2人もまた高校・大学とバンドを組んでいた。7月16日に2枚目のEP「LISTEN TO THE MUSIC」をリリース。ジャケットイラストは江口寿史が担当。
2015年3月30日、冠ラジオ番組『Shiggy Jr.のオールナイトニッポン0(ZERO)』（ニッポン放送）放送開始、主に池田が出演している。6月24日にメジャーデビューシングル『サマータイムラブ』でメジャーデビュー。発売前からFM802をはじめ、各局のヘヴィー・ローテーションに選定された。10月14日に2枚目のシングル『GHOST PARTY』発売。
2017年4月1日よりキューブの所属となる。5月11日には、レーベルをビクターエンタテインメントに移すことを発表した。
2019年6月5日に解散を発表。池田は解散理由の一つに、2018年の夏頃、喉に声帯結節の症状があると診断されたことを挙げ、自分が歌う意味やこれからの人生について、より深く考えるようになり、30代を目前にした今、もう一度自分のペースで人生を歩んでみたいと思い、考え抜いた末に出した答えが、バンドから離れるということだった。そして、迷いや別の道が見えてしまった以上は、Shiggy Jr.のボーカルという立場から降りるべきだと思い、Shiggy Jr.の音楽や応援してくれる人たちのことが大切だからこそ、中途半端なことはしたくないと決断に至った。9月7日にマイナビBLITZ赤坂にて開催されたラストライブ「Shiggy Jr. LAST LIVE -That’s what I call Shiggy Jr.-」を以て解散した。
解散後、池田は自主レーベルを立ち上げ、池田を除く3人はバンドWeekend Brothersとして活動。
2024年3月10日、バンドの再集結を発表。これに先駆けて、バンドやメンバーのX（旧Twitter）では再集結を示唆する投稿が行われていた。

## ディスコグラフィ

### シングル
| 枚  | リリース       | タイトル         | 販売生産番号 | 最高位 |
| --- | -------------- | ---------------- | ------------ | ------ |
| 1st | 2015年6月24日  | サマータイムラブ | UMCK-9747    | 28位   |
| 2nd | 2015年10月14日 | GHOST PARTY      | UMCK-9771    | 31位   |
| 3rd | 2016年5月25日  | 恋したらベイベー | UMCK-9835    | 56位   |
| 4th | 2016年8月24日  | Beautiful Life   | UMCK-9858    | 103位  |

### ミニアルバム
| 枚  | リリース       | タイトル                   | 販売生産番号 | 最高位 |
| --- | -------------- | -------------------------- | ------------ | ------ |
| 1st | 2013年11月13日 | Shiggy Jr. is not a child. | SLMN-1034    |        |
| 2nd | 2014年7月16日  | LISTEN TO THE MUSIC        | SLMN-1036    | 80位   |
| 3rd | 2017年11月22日 | SHUFFLE!! E.P.             | VICL-64882   | 60位   |
| 4th | 2018年5月23日  | KICK UP!! E.P.             | VICL-65009   | 56位   |
| 5th | 2024年4月6日   | LIFE GOES ON -EP           | 配信リリース |        |

### アルバム
| 枚  | リリース       | タイトル           | 販売生産番号 | 最高位 |
| --- | -------------- | ------------------ | ------------ | ------ |
| 1st | 2016年10月26日 | ALL ABOUT POP      | UMCK-9866    | 29位   |
| 2nd | 2018年12月5日  | DANCE TO THE MUSIC | VICL-65083   | 70位   |

### 参加作品
| タイトル                                                 | 発売日         | レーベル               | 規格品番                      | 収録曲                                        |
| -------------------------------------------------------- | -------------- | ---------------------- | ----------------------------- | --------------------------------------------- |
| 『モナレコードのおいしいおんがく〜夜よゆるやかに歩め〜』 | 2013年7月17日  | mona records           | SLMN-1032                     | Saturday night to Sunday morning              |
| DJ OSHOW『コケラオトシ』                                 | 2013年12月18日 | SUGERBITZ              | SGVB-007                      | Saturday night to Sunday morning              |
| 『ロックの夜明け COMPILATION』                           | 2014年11月12日 | ロックの夜明けレコード | RCYK-0001                     | Saturday night to Sunday morning              |
| 『モナレコードのおいしいおんがく BEST & FINAL』          | 2014年11月19日 | mona records           | SLMN-1038                     | サンキュー                                    |
| Negicco「光のシュプール」                                | 2014年12月2日  | T-Palette Records      | TPRC-0116 TPRC-0117 TPRC-0118 | 1000%の片想い                                 |
| Negicco『Rice&Snow』                                     | 2015年1月20日  | T-Palette Records      | TPRC-0121                     | 1000%の片想い feat. Tomoko Ikeda (Shiggy Jr.) |
| TeddyLoid『SILENT PLANET』                               | 2015年12月2日  | EVIL LINE RECORDS      | KICS-93324 KICS-3324          | Secret feat.池田智子 from Shiggy Jr.          |

## タイアップ一覧
| 年     | 曲名                            | タイアップ                                                                                                  | 起用時期                      |
| ------ | ------------------------------- | --- | ----------------------------- |
| 2015年 | サマータイムラブ                | ハウステンボス「水と冒険の王国」CMソング                                                                    | 2015年                        |
| 2015年 | サマータイムラブ                | テレビ朝日系『musicる TV』6月度オープニングテーマ                                                           | 2015年6月                     |
| 2015年 | サマータイムラブ                | フジテレビほか『ミューサタ』6月度エンディングテーマ                                                         | 2015年6月                     |
| 2015年 | サマータイムラブ                | ABCテレビ『教えて!ニュースライブ 正義のミカタ』6月度エンディングテーマ                                      | 2015年6月                     |
| 2015年 | サマータイムラブ (instrumental) | 九州朝日放送『土曜もアサデス。』テーマソング                                                                | 未詳                          |
| 2015年 | GHOST PARTY                     | 北海道文化放送『タカトシ牧場』10月度エンディングテーマ                                                      | 2015年10月                    |
| 2015年 | GHOST PARTY                     | メ〜テレ『BOMBER-E』10月度エンディングテーマ                                                                | 2015年10月                    |
| 2015年 | GHOST PARTY                     | MBS『MBS SONG TOWN』10月度エンディングテーマ                                                                | 2015年10月                    |
| 2015年 | GHOST PARTY                     | 九州朝日放送『ドォーモ』10月度エンディングテーマ                                                            | 2015年10月                    |
| 2015年 | GHOST PARTY                     | 近鉄パッセ「GIRLS FASHION OUTLET」CMソング                                                                  | 2015年10月15日 - 10月20日     |
| 2016年 | key of life                     | テレビ東京系アニメ『リルリルフェアリル～妖精のドア～』エンディングテーマ（第1話 - 第15話）                  | 2016年2月26日 - 5月14日       |
| 2016年 | key of life                     | KKBOX Japan「K子ネイル 動く歌詞 篇」CMソング                                                                | 2016年3月23日 -               |
| 2016年 | 恋したらベイベー                | 読売テレビ『音力-ONCHIKA-』5月度エンディングテーマ                                                          | 2016年5月                     |
| 2016年 | 恋したらベイベー                | 近鉄パッセ「パッセ・バザール」CMソング                                                                      | 2016年6月 - 7月               |
| 2016年 | 恋したらベイベー                | フジテレビほか『ミューサタ』エンディングテーマ                                                              | 未詳                          |
| 2016年 | Beautiful Life                  | NHK Eテレ アニメ『境界のRINNE』第2シリーズ後期エンディングテーマ（第38話 - 第50話）                         | 2016年7月 -                   |
| 2016年 | Beautiful Life                  | 富山テレビ『フルサタ!』オープニングテーマ/ジングル曲                                                        | 2019年3月30日 - 2022年3月26日 |
| 2016年 | HOME                            | 大京「ザ・ミリカシティ」CMソング                                                                            | 2016年9月9日 -                |
| 2017年 | 誘惑のパーティー                | フジテレビTWO ドラマ『過ちスクランブル』主題歌                                                              | 2017年                        |
| 2017年 | 僕は雨のなか                    | フジテレビ系ドラマ『ぼくは麻理のなか』主題歌                                                                | 2017年                        |
| 2017年 | Juuuump!!                       | 近鉄パッセ「PASS'Eガールズファッションアウトレット」CMソング                                                | 2017年12月                    |
| 2018年 | お手上げサイキクス              | テレビ東京系アニメ『斉木楠雄のΨ難』第2期・完結編 オープニングテーマ（第13χ - 第24χ、完結編前後編）          | 2018年4月 -                   |
| 2018年 | ピュアなソルジャー              | 関西テレビ・フジテレビ系ドラマ『僕らは奇跡でできている』オープニングテーマ                                  | 2018年10月9日 -               |
| 2018年 | TUNE IN!!                       | TOKYO MX『爆走ロケハンター』エンディングテーマ                                                              | 2018年10月                    |
| 2018年 | シャンパンになりきれない私を    | 近鉄パッセ「パッセ・バザール」CMソング                                                                      | 2018年12月28日 - 2019年1月    |
| 2018年 | you are my girl                 | パンテーン公式YouTubeチャンネル『投票ラブストーリー 逆プロポーズしたい派 PANTENE miracles投票ドラマ』主題歌 | 2018年10月22日                |
| 2019年 | D.A.Y.S.                        | アニメ映画『パンドラとアクビ』主題歌                                                                        | 2019年4月5日                  |
| 2019年 | B.U.R.N.                        | アニメ映画『パンドラとアクビ』エンディングテーマ                                                            | 2019年4月5日                  |

## ヘビーローテーション/パワープレイ

### テレビ
| 起用年 | 曲名             | ヘビーローテーション/パワープレイ              |
| ------ | ---------------- | ---------------------------------------------- |
| 2015年 | サマータイムラブ | スペースシャワーTV ミドルローテーション「it!」 |
| 2015年 | GHOST PARTY      | スペースシャワーTV ミドルローテーション「it!」 |

## 主なライブ

### 2013年
- 12月10日、Grateful☆Girls vol.132•5

### 2014年
- 5月4日、グレイト・ハンティング・ナイト VOL61
- 6月5日、Listen to my song! vol.4
- 7月1日、HOT STUFF presents Ruby Tuesday
- 7月5日、見放題2014
- 7月12日、TOKYO BOOTLEG CIRCUIT'14
- 7月26日、ザ・チャレンジ『みんなのチャレンジ』大阪リリースパーティー
- 8月26日、MEZAME ROCKS supported by ロックの夜明け
- 8月30日、ハナエ*フェス2014 〜夏のつめあと〜
- 9月10日、TRIGGER FES 2014 SUMMER
- 9月12日、tofubeats ディスコの神様VOL.2
- 9月14日、Gimmi Rock 2nd Anniversary
- 9月15日、UNCHAIN "N.E.W.S." Release Joint Tour with "BRADIO" [〜Swipe Times tour 2014〜]
- 9月19日、新宿ロフト presents 乙女の事情
- 9月27日、Mixed Up
- 10月12日、見な放題2014
- 10月13日、MINAMI WHEEL 2014
- 10月21日、HOT STUFF presents Ruby Tuesday 2
- 10月24日、V.V.POPS vol.1
- 11月2日、Sugar's Campaign単独公演「ネトカノリリパ」
- 11月24日、ロックの夜明け5周年祭
- 12月21日、KOBE MUSIC PARADE

### 2015年
- 1月7日、PINK SCREAM ♯5
- 1月24日、NEGI FES 2015
- 1月30日、NORTH NAVI LIVE -ELECTRICAL GIRL PARADE-
- 2月5日、DJダイノジ CLUB QUATTRO TOUR「ジャイアンナイト 1994-2015 THE LIFE SHOW」
- 2月14日、VALENTINE ROCK 2015 〜愛のロックを鳴らそう〜
- 2月15日、いいにおいのする2015年活きのいい奴等
- 3月26日、UNISON SQUARE GARDEN「fun time ACCIDENT 2」
- 4月28日、Shiggy Jr. Presents「なんなんスかこれ。vol.2」※w/group_inou / NONA REEVES
- 5月5日、VIVA LA ROCK 2015
- 5月6日、J-WAVE & Roppongi Hills present TOKYO M.A.P.S KOICHI TSUTAYA EDITION
- 5月22日、Mount Alive presents "NO BORDER 2"
- 6月6日、SAKAE SP-RING 2015
- 6月7日、SCRAMBLE FES 2015
- 7月1日、"ワンマン"スかこれ。vol.1
- 7月11日、JAPAN'S NEXT vol.10
- 7月18日、JOIN ALIVE 2015
- 7月20日、RIP SLYME presents 真夏のWOW
- 8月9日、ROCK IN JAPAN FESTIVAL 2015
- 8月15日、TREASURE05X 2015 〜a great faith〜 〜summer triangle 1st day〜
- 8月21日、「NOrth MUSIC,NOrth LIFE.」
- 9月2日、新木場サンセット 2015
- 9月5日、MORNING RIVER SUMMIT 2015
- 9月13日、World Heritage Munakata ※公演中止
- 9月29日、Jumpin'jack 2015
- 9月30日、EX THEATER TV PRESENTS GO LIVE AUTUMN EXTRA "DANCE & POP"
- 10月3日、MEGA★ROCKS 2015
- 10月9日、MBS音祭2015 Opening Party
- 10月10日、MINAMI WHEEL 2015
- 10月25日、めざましテレビ presents T-SPOOK
- 11月13日 - 12月15日、全国ワンマンツアー「"ワンマン"スかこれ。〜全国編 2015〜」
- 12月17日、Shiggy Jr. presents 「なんなんスかこれ。vol.3」※w/髭 / DALLJUB STEP CLUB
- 12月27日、FM802 ROCK FESTIVAL RADIO CRAZY 2015
- 12月30日、LIVE DI:GA JUDGEMENT 2015
- 12月31日、COUNTDOWN JAPAN 15/16

### 2016年
- 2月11日、Coming Next 2016
- 2月16日、Czecho No Republic 東名阪QUATTRO 2マン【1 ON 1 TOUR】
- 2月18日、MUSIC GOLD RUSH FEST Vol.01
- 2月27日、DISK GARAGE MUSIC MONSTERS -2016 winter-
- 3月20日、MbS×I ♡ RADIO 786「SANUKI ROCK COLOSSEUM」 〜BUSTA CUP 7th round〜
- 4月7日、WEST ROCK MUSEUM
- 4月9日、RADIO BERRY “haruberrylive 2016”
- 4月20日、LIVE FREELY SPECIAL vol.2
- 4月30日、ZIP-FM HAPPY SMILE LIVE “春は短し、唄えよ乙女”
- 5月2日、ASOVISION × TeddyLoid 「SILENT PLANET」RELEASE PARTY
- 5月16日、れもんらいふ TOKYO MUSIC Vol.1
- 5月21日、TOKYO METROPOLITAN ROCK FESTIVAL 2016
- 5月24日、802RADIO MASTERS SPECIAL LIVE DARS SWEET EMOTION
- 6月5日 - 6月29日、Shiggy Jr. presents「“対バン”スかこれ。vol.1」[25]※w/Wienners / 東京カランコロン / 藤井隆 / Negicco
- 6月11日、AIR-G' Sparkle Sparkler presentsスパクル☆ナイト Vol.3
- 6月25日、OTOSATA ROCK FESTIVAL
- 7月2日、見放題
- 7月17日、FM802 MEET THE WORLD BEAT 2016
- 7月22日、燦々GO!GO!
- 7月24日、sympathy「わたしたちの夏休みツアー 〜先生、宿題おわりません〜」
- 7月26日、YUMEBANCHI & TOWER RECORDS広島 Presents“ユメレコメン”
- 8月11日、MORNING RIVER SUMMIT 2016
- 8月13日、Doors
- 9月1日、ビッケブランカ「Natural Woman TOUR」
- 9月11日、Jin Rock Festival in KAMO 2016
- 9月19日、〜50th anniversary〜 Yamaha Acoustic Mind 2016

### 2017年
- 10月9日、北星学園大学第56回星学祭 スペシャルライブ

## 出演

### ラジオ
- Shiggy Jr.のオールナイトニッポン0(ZERO)（2015年3月 - 2016年3月、ニッポン放送） - 池田のみレギュラー出演
- オールナイトニッポン ぶっとおしライブ LIVE FOR ONAIR（ニッポン放送、2015年12月29日） - 1日目MC[26]
- Shiggy Jr.のKEY OF RADIO（2016年4月 - 2016年9月、ニッポン放送） - 池田のみレギュラー出演

### ウェブ
- SUPER J-CUP 2016　優勝予想大アンケート（2016年8月6日、SUPER J-CUP 2016公式サイト）[27]諸石のみ